# Slottet i Angers

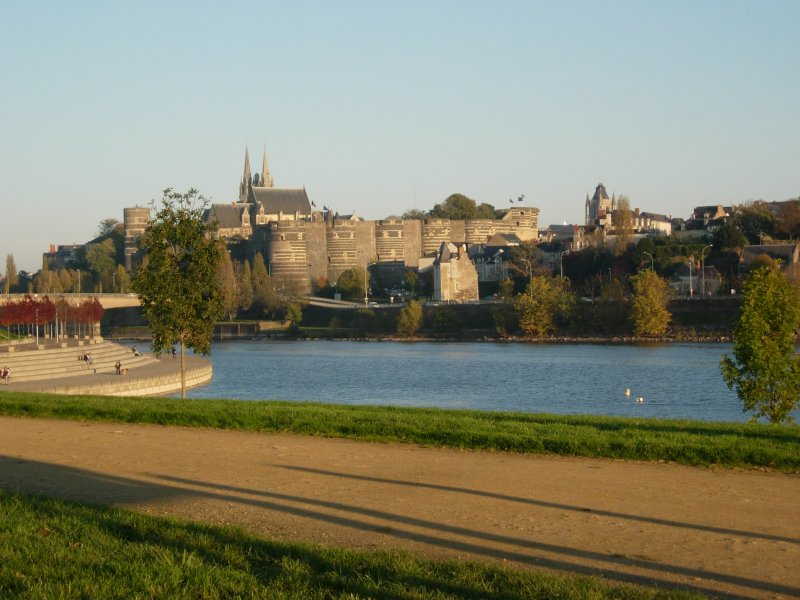
Slottet i Angers vid floden Maine

Slottet i Angers (franska Château d'Angers) ligger i staden Angers i departementet Maine-et-Loire i Frankrike.
Fortet i Angers, på en klippa vid floden Maine, var en av platserna som beboddes av romarna på grund av sitt strategiska försvarsläge.
På 800-talet kom fortet i greven av Anjous ägo och blev en del av Angevindynastin genom Plantagenetkungarna i England under 1100-talet. 1204 erövrades regionen av Filip II August och ett stort slott byggdes av hans sonson, Ludvig IX i början av 1200-talet.
Slottet är omkring 600 meter i omkrets och skyddas av 17 massiva torn. Området innanför murarna runt slottet är 25 000 kvadratmeter. 1352 gav Johan II slottet till sin son, Ludvig I av Neapel som gifte sig med dottern till den rike Charles, hertig av Bretagne och modifierade slottet. 1373 beställde han den berömda Apokalypstapeten av målaren Hennequin de Bruges och den parisiske tapetseraren Nicolas Bataille. 70 av de ursprungliga 90 delarna ur tapetsviten finns kvar.
Ludvig II av Neapel (Ludvig I:s son) och Yolanda av Aragonien byggde ut med kapellet Saint Genevieve mellan 1405 och 1412 och kungliga våningar på slottet. Kapellet förklarades heligt tack vare bevarandet av reliker från Passionshistorien. Reliken var en skärva från Jesus kors som Ludvig IX hade kommit över.
Tidigt under 1400-talet fick den olycklige tronarvingen, som med hjälp av Jeanne d'Arc blev kung Karl VII, fly från Paris för en fristad i slottet.
1562 lät Katarina av Medici restaurera slottet till ett fort men när hugenotterna hotade att erövra det så tog hennes son, kung Henrik III, bort befästningarna från murarna och tornen. Han gjorde slottet till en del av det militära och stärkte dess försvar genom att placera ett artilleri på slottets övre avsatser. Vid slutet av 1700-talet då slottet var en militärgarnison visade det sin styrka när dess massiva murar stod emot ett kraftigt bombanfall från kanoner i Vendéerevoltens armé. Inkräktarna fick helt enkelt ge upp.
En militärhögskola bildades i slottet för att utbilda unga officerer inom krigsstrategi. En av de som utbildade sig där var Arthur Wellesley Wellington som ledde de allierade mot Napoleon Bonaparte vid slaget vid Waterloo.
Under andra världskriget, då slottet fortfarande tillhörde den franska militären, skadades det svårt då ett ammunitionslager i slottet exploderade. 
Idag ägs slottet av staden Angers. Det stora spartanska slottet har förvandlats till ett museum med de äldsta och största samlingarna av medeltida gobelänger i världen, med Apocalypsetapeten som en av de ovärderliga skatterna. 